# Acalolepta crassepunctiformis
Acalolepta crassepunctiformis là một loài bọ cánh cứng trong họ Cerambycidae.